# Nuevo San Gregorio, Ocosingo
Nuevo San Gregorio är en ort i Mexiko.   Den ligger i kommunen Ocosingo och delstaten Chiapas, i den sydöstra delen av landet, 900 km öster om huvudstaden Mexico City. Nuevo San Gregorio ligger 436 meter över havet och antalet invånare är 267.
Terrängen runt Nuevo San Gregorio är kuperad. Runt Nuevo San Gregorio är det glesbefolkat, med 16 invånare per kvadratkilometer. Närmaste större samhälle är Candelaria, 8,4 km nordväst om Nuevo San Gregorio. I omgivningarna runt Nuevo San Gregorio växer i huvudsak städsegrön lövskog.